# Paradise Beach (Südgeorgien)
Der Paradise Beach (englisch für Paradiesstrand) ist ein kleiner, von Robben besiedelter Strand an der Südküste Südgeorgiens im Südatlantik. Er liegt 4 km nordwestlich der Rogged Bay.
Der South Georgia Survey nahm zwischen 1951 und 1957 Vermessungen vor. Der Name ist lokal seit langem etabliert und geht vermutlich auf US-amerikanische und britische Robbenjäger zurück.